# Chthonius diophthalmus
Chthonius diophthalmus – gatunek zaleszczotka z rodziny Chthoniidae. Endemit środkowej i wschodniej części Europy.

## Taksonomia
Gatunek ten opisany został po raz pierwszy w 1888 roku przez Jenö von Dadaya. Jako miejsce typowe wskazano Mehádię w Rumunii. W 1939 roku Max Beier zsynonimizował z nim podgatunek Chthonius orthodactylus gracilis, opisany przez siebie w 1935 roku z Sinaii w Rumunii.

## Morfologia
Zaleszczotek ten ma cztery szczecinki na tylnej krawędzi karapaksu. Nogogłaszczki zaopatrzone są w szczypce pozbawione ujść gruczołów jadowych. Palce tychże szczypiec są mniej więcej proste, a palec nieruchomy jest tylko nieco dłuższy od ruchomego. Zęby na palcach tychże szczypiec są duże i w większości wyraźnie od siebie oddzielone; odległość między zębami na środkowej części palca nieruchomego jest większa od szerokości tychże zębów mierzonej u ich podstawy. Uzębienie palca ruchomego jest pełne, chociaż jego zęby są spłaszczone. Palec ruchomy nie jest u nasady zaopatrzony w wewnętrzną apodemę wzmacniającą. W widoku bocznym dłoń jest nabrzmiała z wyraźnie zaokrągloną stroną grzbietową. Spośród bioder odnóży krocznych te drugiej i trzeciej pary wyposażone są w kolce biodrowe. Odnóża kroczne pierwszej i drugiej pary mają jednoczłonowe stopy, natomiast odnóża kroczne pary trzeciej i czwartej mają stopy dwuczłonowe.

## Rozprzestrzenienie
Gatunek europejski, znany jest z Niemiec, Czech, Ukrainy, Rumunii i Grecji.